# GP Ouest France-Plouay 2016 (vrouwen)
De GP de Plouay-Bretagne was bij de vrouwen aan haar 18de editie toe en werd verreden op zaterdag 27 augustus 2016. De wedstrijd maakte deel uit van de eerste jaargang van de UCI Women's World Tour in de categorie 1.WWT. De start- en aankomstplaats lagen in Plouay. De zege ging naar Eugenia Bujak. De 27-jarige Poolse van BTC City Ljubljana liet in een sprint van een klein groepje Elena Cecchini en Joelle Numainville achter zich. De Amerikaanse Megan Guarnier behield de leiding in het World Tour-klassement.

## Deelnemende ploegen
| UCI-Ploegen                | UCI-Ploegen                     | Nationale selectie |
| -------------------------- | ------------------------------- | ------------------ |
| Alé Cipollini              | Lensworld.eu - Zannata          | Frankrijk          |
| BePink                     | Liv-Plantur                     | Japan              |
| Bizkaia-Durango            | Lointek                         |                    |
| Team BMS BIRN              | Lotto Soudal Ladies             |                    |
| Boels Dolmans Cycling Team | Orica-AIS                       |                    |
| BTC City Ljubljana         | Parkhotel Valkenburg            |                    |
| Canyon-SRAM                | Poitou-Charentes.Futuroscope.86 |                    |
| Cervélo-Bigla              | Rabobank-Liv Woman              |                    |
| Cylance Pro Cycling        | Weber Shimano Ladies Power      |                    |
| Drops Cycling Team         | Wiggle High5                    |                    |

## Uitslag
| GP de Plouay-Bretagne 2016 |                      |                     |          |
| Plaats                     | Naam                 | Ploeg               | Tijd     |
| Winnaar                    | Eugenia Bujak        | BTC City Ljubljana  | 3u12'31" |
| 2                          | Elena Cecchini       | Canyon-SRAM         | z.t.     |
| 3                          | Joelle Numainville   | Cervélo-Bigla       | z.t.     |
| 4                          | Katarzyna Niewiadoma | Rabobank-Liv Woman  | z.t.     |
| 5                          | Megan Guarnier       | Boels Dolmans       | z.t.     |
| 6                          | Leah Kirchmann       | Liv-Plantur         | z.t.     |
| 7                          | Carmen Small         | Cylance Pro Cycling | z.t.     |
| 8                          | Katrin Garfoot       | Orica-AIS           | z.t.     |
| 9                          | Elisa Longo Borghini | Wiggle High5        | z.t.     |
| 10                         | Alena Amjaljoesik    | Canyon-SRAM         | z.t.     |
|                            |                      |                     |          |
| 12                         | Marianne Vos         | Rabobank-Liv Woman  | z.t.     |
| 19                         | Anisha Vekemans      | Lotto Soudal Ladies | + 6’04"  |

Bretagne Classic: 1931 · 1932 · 1933 · 1934 · 1935 · 1936 · 1937 · 1938 · 1939 - 1944 · 1945 · 1946 · 1947 · 1948 · 1949 · 1950 · 1951 · 1952 · 1953 · 1954 · 1955 · 1956 · 1957 · 1958 · 1959 · 1960 · 1961 · 1962 · 1963 · 1964 · 1965 · 1966 · 1967 · 1968 · 1969 · 1970 · 1971 · 1972 · 1973 · 1974 · 1975 · 1976 · 1977 · 1978 · 1979 · 1980 · 1981 · 1982 · 1983 · 1984 · 1985 · 1986 · 1987 · 1988 · 1989 · 1990 · 1991 · 1992 · 1993 · 1994 · 1995 · 1996 · 1997 · 1998 · 1999 · 2000 · 2001 · 2002 · 2003 · 2004 · 2005 · 2006 · 2007 · 2008 · 2009 · 2010 · 2011 · 2012 · 2013 · 2014 · 2015 · 2016 · 2017 · 2018 · 2019 · 2020 · 2021 · 2022 · 2023 · 2024
Classic Lorient Agglomération: 1999 · 2000 · 2001 · 2002 · 2003 · 2004 · 2005 · 2006 · 2007 · 2008 · 2009 · 2010 · 2011 · 2012 · 2013 · 2014 · 2015 · 2016 · 2017 · 2018 · 2019 · 2020 · 2021 · 2022 · 2023 · 2024
 Strade Bianche ·
 Ronde van Drenthe ·
 Trofeo Alfredo Binda-Comune di Cittiglio ·
 Gent-Wevelgem ·
 Ronde van Vlaanderen ·
 Waalse Pijl ·
 Ronde van Chongming ·
 Ronde van Californië ·
 Philadelphia International Cycling Classic ·
 The Women's Tour ·
 Ronde van Italië voor vrouwen ·
 La Course by Le Tour de France ·
 RideLondon Classic ·
 Open de Suède Vårgårda ·
 GP Ouest France-Plouay ·
 La Madrid Challenge by La Vuelta